# Procuratore aggiunto
Il procuratore aggiunto (o sostituto procuratore aggiunto se sostituisce altro procuratore) è un magistrato requirente che si affianca al procuratore della Repubblica italiana nelle procure presso i tribunali di una certa importanza.

## Funzioni
Sostituisce il procuratore in caso d'assenza e può essere preposto alla cura di specifici settori di affari, oltre ad esercitare le funzioni tipiche di un pubblico ministero.
Devono essere in numero non superiore ad uno ogni dieci sostituti procuratore (ma ce ne può, comunque, essere almeno uno nelle procure dove è istituita la direzione distrettuale antimafia).

## Caratteristiche
Devono avere la qualifica di magistrati di corte d'appello, a differenza dei sostituti procuratore che possono essere magistrati ordinari.